# Neighborhood Games
Neighborhood Games, conocido en las regiones PAL como Big Family Games, es un videojuego de fiesta desarrollado por el estudio canadiense Jet Black Games y publicado por THQ. Fue lanzado para Wii en Norteamérica el 12 de enero de 2009.

## Jugabilidad
Neighborhood Games ofrece a los jugadores 24 versiones de juegos de vecindario, que incluyen fútbol, baloncesto, béisbol, golf, tenis, dardos sobre césped, herraduras y petanca. Los juegos se pueden jugar solo por diversión o de manera competitiva en un modo de torneo, en el que los jugadores luchan contra "jefes del patio trasero" para conquistar el vecindario. Los jugadores también pueden crear sus propios personajes personalizables y jugables. En los juegos multijugador, cuando no es el turno de un jugador, pueden "burlarse [...] los rivales desde el banquillo para romper la concentración".

## Desarrollo
THQ anunció por primera vez el juego el 29 de septiembre de 2008.

## Marketing
En mayo de 2009, como parte de un truco de marketing, THQ intentó enviar una consola Wii chapada en oro y una copia del juego a la Reina del Reino Unido. Diez años después, en enero de 2019, un periodista descubrió que la reina había rechazado la consola y el juego, y en su lugar había encontrado su camino en manos de un coleccionista holandés. El coleccionista subastó la consola en abril de 2021 a un precio de venta de 300.000 dólares.

## Recepción
El juego recibió "críticas generalmente negativas", recibiendo una puntuación agregada del 49% de Metacritic.
Anise Hollingshead de GameZone le dio al juego una puntuación general de 6.0 sobre 10. Disfrutó del diseño de cada minijuego, pero descubrió que los controles "impredecibles" hacían que muchos de ellos fueran frustrantes de jugar. Las imágenes fueron apreciadas por Hollingshead, quien señaló que atraerían a los niños debido a sus atmósferas acogedoras. Encontró la presentación general del juego adecuada, señalando que su concepto no es nuevo para la Wii. Al concluir la reseña, Hollingshead calificó el juego como una buena idea y escribió que sus defectos son "una pena, porque hay muchos juegos variados y atractivos incluidos en esta compilación. Lo mejor para familias con niños mayores que no se frustran fácilmente".
IGN estaba particularmente decepcionado con la música del juego, que dijo que "tiene que irse". Criticaron el juego por tener malos controles, y calificaron los diseños de los personajes como "realmente malos". También estaban descontentos con los diseños de los juegos, describiendo todos ellos como un diseño de "lanzar el mando de Wii".